# Xã Mill Creek, Quận Coshocton, Ohio
Xã Mill Creek (tiếng Anh: Mill Creek Township) là một xã thuộc quận Coshocton, tiểu bang Ohio, Hoa Kỳ. Năm 2010, dân số của xã này là 932 người.